# آن سافاج
آن سافاج (بالإنجليزية: Ann Savage)‏ هي ممثلة أمريكية، ولدت في 19 فبراير 1921 بكولومبيا في الولايات المتحدة، وتوفيت في 25 ديسمبر 2008 بهوليوود في الولايات المتحدة بسبب سكتة.

## وصلات خارجية
- آن سافاج على موقع IMDb (الإنجليزية)
- آن سافاج على موقع الموسوعة البريطانية (الإنجليزية)
- آن سافاج على موقع ألو سيني (الفرنسية)
- آن سافاج على موقع ميوزك برينز (الإنجليزية)
- آن سافاج على موقع أول موفي (الإنجليزية)
- آن سافاج على موقع قاعدة بيانات الأفلام السويدية (السويدية)
- آن سافاج على موقع إن إن دي بي (الإنجليزية)
- آن سافاج على موقع قاعدة بيانات الفيلم (الإنجليزية)
- آن سافاج على موقع كينوبويسك (الروسية)